# Aurore Trayan
Aurore Trayan, född 11 maj 1980, är en fransk bågskytt. Hon deltog vid olympiska sommarspelen 2004.